# Beret
Francisco Javier Álvarez Beret, (Sevilla; 2 de julio de 1996), conocido simplemente como Beret, es un cantautor español. 
Beret empezó a interesarse por la música desde muy pequeño. A temprana edad conoció el rock y el rap a la par de distintos géneros musicales que siempre se han aferrado a él y empezó a realizar grabaciones caseras que posteriormente publicaría en su cuenta de YouTube. Su estilo es una mezcla de pop urbano y reggae.

## Carrera musical
Comenzó subiendo canciones a plataformas digitales en 2013, editadas y compuestas completamente por él. Colaboró también con raperos como Ambkor o SFDK. Entre 2015 y 2016 publicó cinco mixtapes.
En 2019 firmó con la discográfica Warner Music Group, y al poco tiempo comenzó a tener reconocimiento gracias a su canción Lo siento, y dio el salto en Latinoamérica a través de una versión de su sencillo Vuelve junto al cantante colombiano Sebastián Yatra. En octubre de 2019, Beret publicó Prisma, su primer álbum de estudio, el cual cuenta con seis colaboraciones con Sofía Reyes, Melendi, Pablo Alborán, Vanesa Martín, Sebastián Yatra y DJ Nano. El álbum fue promocionado durante su primera gira, Prisma Tour.
Desde el lanzamiento de este álbum ha colaborado con más artistas como Aitana, Lola Índigo o Cali & El Dandee. Entre 2020 y 2021 lanzó Aún me amas, Te estás olvidando de mí y Porfa no te vayas con la banda colombiana Morat como sencillos de su segundo álbum de estudio.
El 4 de enero de 2022 coincidiendo con su gran concierto en el WiZink Center de Madrid publica su nuevo sencillo "El día menos pensado"

## Discografía

### EPs
| Año  | Álbum            | Listas |
| Año  | Álbum            | ESP    |
| ---- | ---------------- | ------ |
| 2015 | Vértigo          | —      |
| 2015 | Efímero          | —      |
| 2016 | Ápices           | —      |
| 2016 | Inéditos         | 65     |
| 2016 | Temas Inéditos 2 | 94     |

### Álbumes
| Año  | Álbum       | Detalles                                                                          | Listas | Certificaciones           |
| Año  | Álbum       | Detalles                                                                          | ESP    | Certificaciones           |
| ---- | ----------- | --------------------------------------------------------------------------------- | ------ | ------------------------- |
| 2019 | Prisma      | - Lanzamiento: 25 de octubre de 2019 - Discográfica: Warner Music - Formato: CD   | 2      | - PROMUSICAE: 2x Platinum |
| 2022 | Resiliencia | - Lanzamiento: 11 de noviembre de 2022 - Discográfica: Warner Music - Formato: CD | 4      | - PROMUSICAE: Platinum    |

### Singles

#### Como artista principal
| Año  | Título                         | Listas | Certificaciones           | Álbum       |
| Año  | Título                         | ESP    | Certificaciones           | Álbum       |
| ---- | ------------------------------ | ------ | ------------------------- | ----------- |
| 2016 | Nunca Se Hará Tarde            | —      | - PROMUSICAE: Oro         | Sin álbum   |
| 2017 | Llegará                        | 94     | - PROMUSICAE: Platinum    | Prisma      |
| 2017 | Corazón De Piedra              | —      |                           | Sin álbum   |
| 2017 | Cóseme                         | —      | - PROMUSICAE: Platinum    | Prisma      |
| 2017 | Esencial                       | 84     | - PROMUSICAE: Platinum    | Prisma      |
| 2017 | Frío                           | —      |                           | Sin álbum   |
| 2017 | Ojalá                          | 88     | - PROMUSICAE: 2x Platinum | Prisma      |
| 2017 | Sentir                         | —      | - PROMUSICAE: Oro         | Prisma      |
| 2017 | Vuelve                         | 66     | - PROMUSICAE: 2x Platinum | Prisma      |
| 2018 | Lo Siento                      | 8      | - PROMUSICAE: 6x Platinum | Prisma      |
| 2018 | Vuelve (con Sebastián Yatra)   | 26     | - PROMUSICAE: 2x Platinum | Prisma      |
| 2018 | Cóseme (con Vanesa Martín)     | —      |                           | Prisma      |
| 2018 | Te Echo De Menos               | 4      | - PROMUSICAE: 2x Platinum | Prisma      |
| 2019 | Me Llama                       | 15     | - PROMUSICAE: Platinum    | Prisma      |
| 2019 | Lo Siento (con Sofía Reyes)    | —      |                           | Prisma      |
| 2019 | Me Vas A Ver                   | 8      | - PROMUSICAE: Platinum    | Prisma      |
| 2019 | Si Por Mi Fuera                | 3      | - PROMUSICAE: 4x Platinum | Prisma      |
| 2020 | Sueño (con Pablo Alborán)      | 25     | - PROMUSICAE: 3x Platinum | Prisma      |
| 2020 | Aún Me Amas                    | 34     | - PROMUSICAE: Oro         | Resiliencia |
| 2021 | Desde Cero (con Melendi)       | 39     |                           | Prisma      |
| 2021 | Te Estás Olvidando De Mi       | 53     | - PROMUSICAE: Oro         | Resiliencia |
| 2021 | Porfa No Te Vayas (con Morat)  | 40     | - PROMUSICAE: 3x Platinum | Resiliencia |
| 2022 | El Día Menos Pensado           | 58     | - PROMUSICAE: Platinum    | Resiliencia |
| 2022 | Tú Y Yo (con Omar Montes)      | 77     | - PROMUSICAE: Platinum    | Resiliencia |
| 2022 | Diablo (con Estopa)            | 25     | - PROMUSICAE: 3x Platinum | Resiliencia |
| 2022 | Mirando A La Luna (con Reik)   | 97     |                           | Resiliencia |
| 2022 | Beso Robado                    | 36     | - PROMUSICAE: Oro         | Resiliencia |
| 2023 | Mátame                         | —      |                           | TBA         |
| 2023 | Si No Fuera Por Mi (con Lasso) | —      |                           | Sin álbum   |
| 2024 | La Última Granada              | —      |                           | TBA         |
| 2024 | Cupido                         | 88     |                           | TBA         |
| 2024 | Hola, Qué Tal                  | 48     |                           | TBA         |
| 2024 | Ojalá (con (Dulce María)       | —      |                           | Sin álbum   |

#### Como artista invitado
| Año  | Título                                | Listas | Certificaciones   | Álbum      |
| Año  | Título                                | ESP    | Certificaciones   | Álbum      |
| ---- | ------------------------------------- | ------ | ----------------- | ---------- |
| 2020 | Cómo Te Va? (con Lola Índigo)         | 17     | - PROMUSICAE: Oro | La Niña    |
| 2020 | Estupidez (con Aitana)                | 51     | - PROMUSICAE: Oro | 11 Razones |
| 2020 | AYNEA Remix (con FMK y María Becerra) | —      |                   | Sin álbum  |
| 2021 | Primera Carta (con Cali Y El Dandee)  | —      |                   | Sin álbum  |
| 2023 | Superhéroes con (Mr.Rain)             | 6      | - PROMUSICAE: Oro | Pericolosa |

### Otras Canciones
| Año  | Título                   | Listas | Certificaciones       | Álbum            |
| Año  | Título                   | ESP    | Certificaciones       | Álbum            |
| ---- | ------------------------ | ------ | --------------------- | ---------------- |
| 2016 | A Pesar De Todo          | —      | - PROMUSICAE: Oro     | Inéditos         |
| 2016 | Bye Bye                  | —      | - PROMUSICAE: Oro     | Inéditos         |
| 2016 | Códice                   | —      | - PROMUSICAE: Oro     | Inéditos         |
| 2016 | Diez Mil Porqués         | —      | - PROMUSICAE: Platino | Inéditos         |
| 2016 | Dime Quién Ama De Verdad | —      | - PROMUSICAE: Platino | Inéditos         |
| 2016 | Mira Mujer               | —      | - PROMUSICAE: Oro     | Inéditos         |
| 2016 | Bala Perdida             | —      | - PROMUSICAE: Oro     | Temas Inéditos 2 |
| 2019 | Prisma                   | 72     |                       | Prisma           |
| 2019 | Me Mata                  | 87     |                       | Prisma           |

## Premios y nominaciones
| Año  | Premio             | Categoría                          | Trabajo     | Resultado | Ref.  |
| ---- | ------------------ | ---------------------------------- | ----------- | --------- | ----- |
| 2019 | LOS40 Music Awards | Artista o grupo revelación del año | Él mismo    | Nominado  | [ 3 ] |
| 2019 | LOS40 Music Awards | Canción del año                    | «Lo siento» | Ganador   | [ 3 ] |
| 2020 | Premios Odeón      | Mejor canción                      | «Lo siento» | Nominado  | [ 4 ] |
| 2020 | Premios Odeón      | Mejor artista masculino            | Él mismo    | Ganador   | [ 4 ] |
| 2020 | Premios Odeón      | Mejor artista revelación           | Él mismo    | Nominado  | [ 4 ] |
| 2020 | Grammy Latinos     | Álbum vocal pop del año            | «Prisma»    | Nominado  | [ 5 ] |
| 2020 | LOS40 Music Awards | Álbum del año                      | «Prisma»    | Nominado  | [ 6 ] |
| 2020 | LOS40 Music Awards | Artista o grupo Del 40 al 1        | Él mismo    | Nominado  | [ 6 ] |

## Giras musicales
- Prisma Tour (2020)